# 周子祯
周子祯（1904年—1972年4月14日），浙江诸暨县人，曾用名何其浩、何侠。中国人民解放军将领、中国人民解放军开国少将。

## 生平
1926年，加入中国共产党。在上海从事工会和互济会工作。担任过中共宁波独立支部委员，上海法南区街道支部书记，法南区区委职工部部长。1932年赴苏联学习，1934年回国后，进入中央苏区，先后任军事工业局工务处处长、兵工厂政治委员。参加了中央苏区第五次反围剿战争。1934年10月，中央红军主力长征时，留在中央苏区坚持斗争。1935年，奉命到山西从事统战工作，任牺盟会太原第4区书记。抗日战争时期，任山西工人武装自卫队政治处副主任、第1总队总队长，工卫旅第21团团长，晋西北新军总指挥部供给部部长。参加了反扫荡斗争。抗日战争胜利后，任吕梁军区后勤部部长兼供给部部长。1948年4月，任陕甘宁晋绥联防军后勤部副部长兼供给部部长。1949年2月，任西北军区后勤部副部长兼供给部部长。
中华人民共和国成立后，任西北军区后勤部副部长，后任西南军区西安留守处主任。1951年7月，任中国人民解放军总后勤部运输部第二副部长。1952年12月，任军需生产部副部长。是第三届、第四届全国政协委员。1955年，授予中国人民解放军少将。1955年，获二级八一勋章、二级独立自由勋章、一级解放勋章。1972年4月14日，在北京逝世。